# Huta (Kraśnik)
Pour les articles homonymes, voir Huta.
Huta (prononciation : [ˈxuta]) est un village polonais de la gmina de Annopol dans le powiat de Kraśnik de la voïvodie de Lublin dans l'est de la Pologne.
Il se situe à environ 4 kilomètres à l'est d'Annopol (siège de la gmina), 22 kilomètres à l'ouest de Kraśnik (siège du powiat) et 61 kilomètres au sud-ouest de Lublin (capitale de la voïvodie).
Le village comptait approximativement une population de 160 habitants en 2006.

## Histoire
De 1975 à 1998, le village est attaché administrativement à la voïvodie de Tarnobrzeg.

Depuis 1999, il fait partie de la voïvodie de Lublin.